# Hent Tenn
Hent Tenn est une petite île privée de France, située dans le golfe du Morbihan et elle dépend de la commune d'Arzon en Bretagne.

## Géographie
L'île de Hent Tenn, d'une superficie de 3 hectares, est située au Sud de l'île de la Jument et au Nord de la presqu'île de Rhuys

## Toponymie
L'île de Hent Tenn s'appelait au XVIIIe siècle, Île Teuten.
Hent est un mot breton signifiant chemin. Enez an Hent Tenn signifie Île du chemin difficile

## Histoire
En 1843, l'île Enn-Denn-Tenn est présentée comme étant inhabitée, inculte, mais servant de pâturage.
Dans les ouvrages nautiques, l'île est souvent nommée "Dienten".
En 2010, la partie ouest de l'île est proposée à la vente.

## Statut
Hent Tenn est une île privée dépendant administrativement de la commune d'Arzon. Elle est actuellement partagée entre deux propriétaires.

## Patrimoine construit
Sur l'île on trouve un calvaire, une cale, un garage à bateau et une maison d'habitation.